# Medveten närvaro (buddhism)
För det psykologiska begreppet, se Medveten närvaro.
Medveten närvaro eller mindfulness  (pali: sati, Sanskrit: smṛti, vietnamesiska: niệm) är inom buddhismen ett ord som refererar till förmågan att fokusera på ett valt objekt/fenomen utan distraktion. Mindfulness är en del av den åttafaldiga vägen och odlas som en nyckelkomponent i meditation och sinnesnärvaro inom buddhismen.
Mindfulness är viktigt för alla former av buddhistisk meditation, och anses vara effektivt i att motarbeta uppkomsten av oönskade känslor, såsom girighet, hat och förvirring.
Under buddhismens långa historia har sati över de tre juvelerna varit vanligt. Mindfulness förekommer även i form av nembutsu inom rena land-buddhismen.